# Alsenz
'Alsenz är en kommun och ort i Donnersbergkreis i förbundslandet Rheinland-Pfalz i Tyskland, cirka 45 kilometer norr om Kaiserslautern.
Kommunen ingår i kommunalförbundet Verbandsgemeinde Nordpfälzer Land tillsammans med ytterligare 35 kommuner.

## Kända personer
- Wilhelm Frick, nazistisk politiker i Tredje riket.